# Ковровский механический завод
Публичное акционерное общество «Ковровский механический завод» — машиностроительное предприятие в Коврове, выпускает газовые центрифуги для атомной энергетики,
Ранее производило продукцию оборонного назначения.
Завод относится к числу высокотехнологичных предприятий машиностроительного и приборостроительного комплексов России.

## История
Завод образован в октябре 1950 года на базе филиала Завода им. Дегтярёва сначала как завод № 575 Министерства вооружения, потом как Ковровский механический завод, а затем в 1991 преобразован в ОАО Ковровский механический завод.
С 1953 по 1983 гг. производил авиационный пулемёт Афанасьева А-12,7. С 1972 — сменивший его 4-ствольный ЯкБ-12,7. Четырьмя годами позже их дополнил 7,62-мм 4-ствольный авиационный пулемёт ГШГ-7,62.
Также с 1950-х производил первый советский реактивный гранатомёт РПГ-2, а в 1961 перешёл на РПГ-7.
C 1960-х гг. выпускал пулемёты Калашникова различных модификаций, также в 1965 году выпустил партию 122-мм пусковых установок 9П132 для вьетнамских партизан.
В 1965 году начал производство первого в стране ПТУРа (ПТУРС) 9М17 ПТРК «Фаланга», модификацию которого 9М17П для ВС СССР делал до 1980 г., а на экспорт — до 1990.
Также производил ЗУР 9М31, 9М37, 9М331 комплексов семейств «Стрела-1» и «Стрела-10» (прекратил в 1992, но возобновил в 1997 на экспорт), различную аппаратуру для ПТРК «Малютка», ПТУР семейства «Штурм» — «Атака» (90 % продукции на 2005 год) и прочие военные изделия.
В феврале 1976 награждён Орденом Трудового Красного знамени.
Из гражданской продукции делал дверные замки, детали для автомобилей, мотоциклов и текстильного машиностроения, двигатели для мопедов, главные передачи для мотороллеров, электроутюги, паяльные лампы, пневмоаппаратуры и др.
С 1991 года предприятие серийно выпускает трубопроводную арматуру — стальные разборные полнопроходные шаровые краны с ручным управлением под маркой КШТЗ и КШТТ.
В 1993 на заводе работало 11 тысяч человек, к 2000 году число работников сократилось до 4 тысяч.
До 2007 года в основном продолжал специализироваться на выпуске стрелкового оружия, гранатомётов и ракетной техники. В 2006 году после реструктуризации производство военной техники (ВТ) и вооружения (В) переданы на Завод имени Дегтярёва.
С 2007 года основной продукцией стали газовые центрифуги для обогащения урана, использующегося затем в качестве ядерного топлива.
В 2009 году проведена модернизация шаровых кранов, успешно пройдены испытания, товар сертифицирован под маркой КШР и поставляется для нужд атомной отрасли.
В июле 2012 года стало известно, что о заключении договора страхования между Ковровским механическим заводом и Нижегородским филиалом страховой группы СОГАЗ.
В 2018 году ПАО «КМЗ» провел инвестиционный проект «Новый завод по производству газовых центрифуг».
В 2019 году стало известно, что новым генеральным директором Ковровского механического завода стал Анатолий Вячеславович Гавриков.

## Собственники
Акционеры на 01.10.2016:
- ТВЭЛ: 67,6 %
- АО «ИЦ „РГЦ“ » (100% дочка ТВЭЛ): 26,6 %
- Владимирская область: 0,05 %
- Прочие: 5,7 %

Используется специальное право "золотая акция".
Акции компании торгуются на Московской бирже:MCX: KMEZ (3-й уровень листинга)
Рыночная капитализация на 30.09.2016: 828 млн руб.
Всего акционеров на 24.05.2016: 2262.

## Руководство
На 01.10.2016:
- Председатель Совета Директоров: Пирог Андрей Владимирович, 1962 г. р.
- Генеральный директор: Ахмадышев Владимир Борисович, 1965 г. р.
- Главный бухгалтер: Субботина Ольга Александровна, 1969 г. р.

## Дочерние компании
- 000 «Элемаш Магнит»: 100 %

## Основные финансовые показатели
|                                 | 2015                  | 2014                  |
| ------------------------------- | --------------------- | --------------------- |
| Стандарт отчетности             | МСФО                  | МСФО                  |
| Аудитор                         | АудитСервис-Ковров:ok | АудитСервис-Ковров:ok |
| ед. изм.                        | млн руб.              | млн руб.              |
| Активы                          | 3950                  | 4116                  |
| Обязательства                   | 504                   | 503                   |
| Капитал                         | 3446                  | 3613                  |
| Выручка                         | 2634                  | 3512                  |
| Прибыль                         | -163                  | 25                    |
| Совокупный финансовый результат | -168                  | 33                    |

## Основные поставщики
Доля в общем объёме поставок за 9 мес. 2016 г:
- АО Каменскволокно г. Каменск-Шахтинский ИНН: 6147019153 : 24,6 %
- ООО "ЭЛЕМАШ МАГНИТ" г. Электросталь ИНН: 5053054810 : 10,9 %
- ОАО «Завод имени Дегтярёва» г. Ковров ИНН: 3305004083 : 10,1 %

Импортные поставки отсутствуют

## Основные потребители
- ОАО «Уральский электрохимический комбинат» г. Новоуральск Свердловской области.
- ОАО «Электрохимический завод» г. Зеленогорск Красноярского края.
- ОАО «Сибирский химический комбинат» г. Северск Томской области.
- ОАО «Ангарский электролизный химический комбинат» г. Ангарск Иркутской области.

## Международные конкуренты
- URENCO (Нидерланды-Германия-Великобритания)
- USEC (США)
- AREVA (Франция)

## Планы развития
На 01.10.2016:
Главная цель: изготовление конкурентоспособной продукции высокого качества.
Для достижения этой цели эмитентом разработана и реализуется инвестиционная программа «Новый завод» на период до 2018 г.
Для достижения целей на предприятии разработаны и реализуются следующие мероприятия:
- бизнес-план ПАО «КМЗ» на 2016—2018 гг.
- программа изготовления установочной серии ГЦ-9+
- реализация неинвестиционных мероприятий по повышению операционной эффективности на период 2015—2019 гг.
- реализация стратегии развития ПСР для удержания лидерства
- 100%-е участие руководителей ПАО «КМЗ» в проектной деятельности и в процессах повышения эффективности
- реализация непрофильных активов
- развитие перспективной продукции на базе ЦФО-4 (АО «КМЗ-Спецмаш»).

Выручка от реализации продукции, работ и услуг на 2016 год запланирована в размере 2658 млн руб., в том числе 2391 млн руб. — выручка от реализации газовых центрифуг.
Производительность труда в 2016 году должна составить 2,56 млн руб./чел., т. е. рост производительности составит 9,92 %.
Средняя заработная плата запланирована на уровне 43276 тыс. руб.
Финансирование инвестиционных программ (с НДС) в 2016 г. запланировано в размере 244,6 млн руб.

## Санкции
12 апреля 2023 года, на фоне вторжения России на Украину, Ковровский механический завод включён в санкционный список США «организаций, связанных с российской Государственной корпорацией по атомной энергии» в рамках мер «против России и тех, кто поддерживает ее войну в Украине». Ранее, 19 октября 2022 года, Ковровский механический завод был включён в санкционный список Украины. 22 сентября 2023 года завод попал в санкционный список Канады против организаций ядерного сектора России.